# Самый большой говнюк во Вселенной
Самый большой говнюк во Вселенной (англ. The Biggest Douche in the Universe) — эпизод 615 (№ 94) сериала «Южный Парк», его премьера состоялась 27 ноября 2002 года.

## Сюжет
Картману необходима медицинская помощь, поскольку душа Кенни в его теле мешает ему жить. По совету Шефа друзья и мать Эрика отправляют его на телевизионную встречу с телевизионным «магом» Джоном Эдвардом, после чего главные герои понимают, что стали жертвами обмана шоумена-жулика. Все, кроме Кайла, который поддаётся влияниям Джона Эдварда, решает пойти в еврейскую школу, так как ему якобы указала на это его покойная бабушка.
Единственным выходом для Картмана Шеф считает поездку к своим родителям, в Шотландию. Стэн остаётся в Нью-Йорке, где проходила телепередача и пытается отговорить Кайла верить в сказанное Джоном Эдвардом. В отчаянии он делает вид, что разговаривает с духами, доказывая лживость такого представления. Тем временем, МакЭлрои смогли изгнать дух Кенни из тела Эрика, однако изгнанная душа попала в жаркое, готовившееся на кухне.
Стэн принимается разоблачать Джона Эдварда и считает его «величайшим говнюком во Вселенной». Однако, Стэна теперь считают ещё одним медиумом и организовывают для него личную передачу. Но мальчик использует это лишь как предлог для публичного объяснения публике сути такого обмана. В итоге это приводит к телевизионному поединку между Стэном и Джоном Эдвардом, где Кайл наконец понимает, что был введён в заблуждение, а за Эдвардом прилетает Межпланетный наградной комитет, чтобы забрать его на церемонию вручения премии «Самый большой говнюк Вселенной».
В течение всего эпизода Роб Шнайдер предстаёт в различных трейлерах, повествующих об очередном фильме с его превращением. Последний ролик представляет его съевшим жаркое, в которое вселилась душа Кенни.

## Пародии
- На церемонии вручения премии «Самому большому говнюку во Вселенной», помимо обычных для сериала серых пришельцев и маркларов из серии «Кошмарный Марвин в космосе», присутствуют чероны (англ. cherons), чёрно-белые инопланетяне из «Звёздного пути» (эпизод 70, «Let That Be Your Last Battlefield»)

## Факты
- В этом эпизоде появляются инопланетяне: первый заметен между Шефом и мамой Картмана, когда те сидят на шоу Эдварда (здесь инопланетянин, наверное, в первый раз выступает разноцветным — голова зелёная, тело синее — он замаскирован на штанах и футболке зрителя), второй прилетает с непохожими на него пришельцами на корабле из галактики «Дженакс» — прямо во время шоу.
- В этом эпизоде спародирован Роб Шнайдер. По этому поводу в интервью About.com он сказал: «Мне очень понравилось. Раз надо мной решили пошутить в South Park, значит я стал знаменитым»
- Сцена, где Роб Шнайдер в образе Кенни насаживается на флагшток — это отсылка на эпизод «Набор веса 4000».
- Во время вручения премии играет музыка из игры «Герои меча и магии 3».